# أحمد عبد الله علي
أحمد عبد الله علي (ولد في 9 يونيو 1984 في المنامة، البحرين) لاعب كرة قدم دولي بحريني يجيد اللعب في مركز الظهير الأيسر. يلعب حاليا لصالح الخالدية الذي ينافس في الدوري البحريني الممتاز منذ 2021.

## المسيرة الرياضية
في 1 يوليو 2002 تم صعيد عبد الله إلى الفريق الأول في نادي الرفاع الشرقي. في موسمه الأول 2002-2003 وفي بطولة الدوري الممتاز ساهم في احتلال فريقه المركز السادس بفارق 6 نقاط عن منطقة الهبوط. وفي بطولة كأس ملك البحرين ساهم في وصول فريقه إلى الدور النصف النهائي عندما خسر من المحرق 0-4. وفي بطولة كأس الاتحاد البحريني ساهم في وصول فريقه إلى الدور الربع النهائي عندما خسر من الأهلي بركلات الترجيح.
في موسمه الثاني 2003-2004 وفي بطولة الدوري الممتاز ساهم في احتلال فريقه المركز السابع بفارق نقطتين عن منطقة الهبوط. وفي بطولة كأس ملك البحرين ساهم في وصول فريقه إلى الدور النصف النهائي عندما خسر من الشباب 1-3. وفي بطولة كأس الاتحاد البحريني فشل فريقه في الصعود إلى الدور النصف النهائي عندما احتل المركز الثالث في المجموعة الثانية بفارق 7 نقاط عن المتصدر البحرين.
في موسمه الثالث 2004-2005 وفي بطولة الدوري الممتاز ساهم في احتلال فريقه المركز الثامن بفارق نقطتين عن منطقة الهبوط. وفي بطولة كأس ملك البحرين ساهم في وصول فريقه إلى الدور الربع النهائي عندما خسر من الشباب 1-3. وفي بطولة كأس الاتحاد البحريني فشل فريقه في الصعود إلى الدور النصف النهائي عندما احتل المركز الثاني في المجموعة الأولى بفارق الأهداف عن المتصدر المحرق.
في موسمه الرابع 2005-2006 وفي بطولة الدوري الممتاز ساهم في احتلال فريقه المركز السابع بفارق نقطتين عن منطقة الهبوط. وفي بطولة كأس ملك البحرين ساهم في وصول فريقه إلى الدور الربع النهائي عندما خسر من المحرق 1-2. وفي بطولة كأس الاتحاد البحريني فشل فريقه في الصعود إلى الدور النصف النهائي عندما احتل المركز الثاني في المجموعة الأولى بفارق الأهداف عن المتصدر المحرق.
في موسمه الخامس 2006-2007 وفي بطولة الدوري الممتاز ساهم في احتلال فريقه المركز التاسع بفارق 5 نقاط عن منطقة الهبوط. وفي بطولة كأس ملك البحرين خرج من مباراته الأولى عندما خسر في الدور الثمن النهائي من الشباب 1-4. وفي بطولة كأس الاتحاد البحريني ساهم في وصول فريقه إلى الدور النصف النهائي عندما خسر من الأهلي 0-1.
في موسمه السادس 2007-2008 وفي بطولة الدوري الممتاز ساهم في احتلال فريقه المركز الخامس بفارق 22 نقطة عن البطل المحرق. وفي بطولة كأس ملك البحرين خرج من مباراته الأولى عندما خسر في الدور الثمن النهائي من النجمة 0-2.
في موسمه السابع 2008-2009 وفي بطولة دوري التصنيف ساهم في احتلال فريقه المركز الرابع بفارق 5 نقاط عن البطل المحرق. وفي بطولة كأس ملك البحرين ساهم في وصول فريقه إلى الدور الربع النهائي عندما خسر من النجمة 1-2. وفي بطولة كأس ولي عهد البحرين خرج فريقه من مباراته الأولى عندما خسر في الدور النصف النهائي من المحرق 3-4. وفي بطولة كأس الاتحاد البحريني فشل فريقه في الصعود إلى الدور النصف النهائي عندما احتل المركز الثالث في المجموعة الأولى بفارق نقطة واحدة عن المتصدر النجمة.
في بداية موسمه الثامن 2009-2010 كشف عبد الله عن رغبته في الانتقال لصفوف المحرق موضحا أنه يريد تطوير مستواه والالتفات إلى مستقبله على الصعيد الكروي موضحا أنه سعى بشكل كبير لإقناع إدارة ناديه لقبول العرض المقدم من قبل إدارة نادي المحرق. وتكررت رغبة المحرق في التعاقد مع عبد الله في أكثر من مناسبة على مدى الموسمين الماضيين غير أن جميع محاولات المحرق قوبلت بالرفض القاطع مع قبل إدارة الرفاع الشرقي التي أصرت على الإبقاء على لاعبها ضمن الفريق الأبيض. وتابع عبد الله: "في النهاية إن هذا الأمر متروك بالدرجة الأولى لإدارة الرفاع الشرقي بالرغم من أنني أملك الرغبة في الانتقال ولقد سعيت مرارا لإقناعهم ولكنهم يواجهونني بالرفض الدائم" مشيرا إلى أن رد ناديه على العرض الأخير لن يختلف المرات السابقة. موضحاً: "أعتقد أن إدارة الرفاع الشرقي سترفض هذا العرض فهم لا يريدونني أن أغادر النادي وسأكون صريحا معكم وأعبر عن رغبتي في الانتقال ولكن في النهاية فإن الأمر بيد الإدارة وليس بيدي" مؤكداً احترامه التام والكبير لكل القرارات التي تتخذها إدارة ناديه مضيفا: "حتى الآن أنا لاعب شرقاوي وهذا كل ما اعرفه". في بطولة الدوري الممتاز ساهم في احتلال فريقه المركز العاشر الأخير بفارق 3 نقاط عن منطقة الأمان وبالتالي هبط إلى الدرجة الثانية. وفي بطولة كأس ملك البحرين خرج من مباراته الأولى عندما خسر في الدوري الثمن النهائي من الحد 0-2. وفي بطولة كأس الاتحاد البحريني فشل فريقه في الصعود إلى الدور النصف النهائي عندما احتل المركز الثالث في المجموعة الأولى بفارق نقطة واحدة عن المتصدر النجمة.
في موسمه التاسع 2010-2011 في بطولة دوري الدرجة الثانية ساهم في احتلال فريقه المركز الثاني الوصيف بفارق 6 نقاط عن البطل البحرين وصعدا معا إلى الدوري الممتاز. وفي بطولة كأس ملك البحرين خرج من مباراته الأولى عندما خسر في الدوري الثمن النهائي من البحرين 1-3.
في 12 أغسطس 2010 تعرض عبد الله لإصابة بالغة أبعدته عن الملاعب لمدة ثمانية أشهر على أقل تقدير وهو ما يعني تقريبا غيابه عن الموسم المقبل 2010-2011 بالكامل حيث تعرض لقطع في الرباط الصليبي للركبة أثناء خوضه التدريبات مع منتخب البحرين. وقال عبد الله إنه في البداية يحمد الله على كل حال وهذه الإصابة أمر مكتوب وهو سيسعى إلى الانضباط في العلاج بشكل تام حتى يعود بعدها معافى إن شاء الله وأشار إلى إنه وأثناء التدريبات التي سبقت معسكر المنتخب في النمسا قفز لضرب إحدى الكرات بالرأس وعند هبوطه شعر ببعض الآلام في الركبة اليمنى واستمرت هذه الآلام ولكن على فترات متقطعة لكنها بلغت ذروتها في المباراة الودية الثالثة للمنتخب خلال معسكر النمسا. وأضاف عبد الله إلى أنه وبعد العودة من المعسكر بدأ تدريباته مع المنتخب مرة أخرى وفي التدريب الأول وبعد خمس دقائق من انطلاقته فقط شعر بآلام قوية للغاية منعته من مواصلة التدريب وخرج منه وفي اليوم التالي مباشرة خضع لكشف بالأشعة في المستشفى والتي بيّنت إصابته بقطع في الرباط الصليبي وهذا الأمر بالتأكيد وكما هو معلوم يحتاج إلى عملية جراحية إضافة إلى الانخراط في برنامج طويل للعلاج الطبيعي.
في 6 نوفمبر 2010 ناشد عبد الله الاتحاد البحريني لكرة القدم و القائمين على المنتخب بضرورة الإسراع في موضوع علاجه بعد الإصابة التي تعرض لها أثناء تواجده مع المنتخب و هي عبارة عن قطع في الرباط الصليبي للركبة قائلا: "إن الإصابة مر عليها الآن أربعة أشهر و من غير المعقول أن ينتظر كل هذه الفترة الطويلة و هو لاعب في المنتخب و من المفترض أن يلقى الاهتمام الكامل بدلا مما حصل له بالذات إنه محتاج لعملية عاجلة كونه يعاني كثيرا من آلام هذه الإصابة الحساسة. وأضاف إنه لو أجرى العملية فور إصابته لكان قد مر على العلاج الطبيعي بعد العملية عدة أشهر و تبقى على عودته للملاعب ربما فترة ثلاثة أشهر و لكن الآن مر على الإصابة أربعة أشهر و هو لم يجرى حتى العملية وكل شهر يمر عليه و كأنه (سنة) بسبب هذا الانتظار الذي طال كثيرا مشيرا إلى أن ناديه على تواصل دائم مع الاتحاد لإيجاد حل لهذا الموضوع و لكن حتى الآن الكل ينتظر و الجواب دائما إن الأمر لدى اللجنة الأولمبية البحرينية ولا ندري متى سيأتي الحل و إلى متى سيظل يعاني هو شخصيا من هذا الأمر بالذات كونه المتضرر الأكبر من هذه الإصابة. وقال إنه يعاني نفسيا وبشكل كبير من هذا التأخير بالذات كونه لاعب في المنتخب و أصيب معه و بالتالي يجب أن يكون الاهتمام به بشكل أكبر و ليس بهذه الطريقة وكل يوم يظل ينتظر الفرج و لكن ذلك لم يحصل حتى بدأ يفقد الأمل بعض الشيء خصوصاً أنه يجهل مصيره ولا يعلم متى سيتعالج من هذه الإصابة.
في موسمه العاشر 2011-2012 وفي بطولة الدوري الممتاز ساهم في احتلال فريقه المركز العاشر الأخير بفارق 5 نقاط عن منطقة الأمان وبالتالي هبط إلى الدرجة الثانية. وفي بطولة كأس ملك البحرين ساهم في وصول فريقه إلى الدور الربع النهائي عندما خسر من المحرق 1-2.
في بداية موسمه الحادي عشر 2012-2013 رفض مجلس إدارة نادي الرفاع الشرقي الطلب الرسمي المقدم من قبل إدارة نادي النجمة لضم عبد الله إذ ردت الإدارة الشرقاوية بخطاب رسمي ترفض فيه ذلك وتعلن تمسكها باللاعب ليواصل مشواره مع الفريق الأبيض. في بطولة دوري الدرجة الثانية ساهم في احتلال فريقه المركز الثاني الوصيف بفارق نقطة واحدة عن البطل سترة وبالتالي تأهل إلى ملحق الصعود حيث خسر من صاحب المركز التاسع بالدوري الممتاز المالكية 1-2 في مجموع المباراتين. وفي بطولة كأس ملك البحرين ساهم في وصول فريقه إلى الدور الربع النهائي عندما خسر من المالكية 1-2.
في موسمه الثاني عشر 2013-2014 وفي بطولة دوري الدرجة الثانية ساهم في تتويج فريقه بالبطولة بعدما تصدر الترتيب بفارق 6 نقاط عن وصيفه البحرين وصعد إلى الدوري الممتاز ويالتالي حقق عبد الله أولى بطولاته الشخصية. وفي بطولة كأس ملك البحرين ساهم في تتويج فريقه بالبطولة بعدما تغلب في المباراة النهائية على البسيتين 2-1 ليحقق عبد الله ثاني بطولاته الشخصية.
في موسمه الثالث عشر 2014-2015 وفي بطولة الدوري الممتاز ساهم في احتلال فريقه المركز الرابع بفارق 7 نقاط عن البطل المحرق. وفي بطولة كأس ملك البحرين خرج من مباراته الأولى عندما خسر في الدور الثمن النهائي من البسيتين 3-4. وفي بطولة كأس السوبر البحريني ساهم في تتويج فريقه بالبطولة بعدما تغلب على الرفاع بركلات الترجيح ليحقق عبد الله ثالث بطولاته الشخصية. وفي بطولة دوري أبطال الخليج ساهم في وصول فريقه إلى الدور الربع النهائي عندما خسر خارج أرضه من الشباب الإماراتي 1-3.
في موسمه الرابع عشر والأخير 2015-2016 وفي بطولة الدوري الممتاز ساهم في احتلال فريقه المركز الخامس بفارق نقطتين عن منطقة الهبوط. وفي بطولة كأس ملك البحرين خرج من مباراته الأولى عندما خسر في الدور الثمن النهائي من المنامة بركلات الترجيح. وفي بطولة كأس الاتحاد البحريني ساهم في وصول فريقه إلى الدور النصف النهائي عندما خسر من الأهلي 0-1.
في 1 يوليو 2016 انتقل عبد الله من الرفاع الشرقي إلى البسيتين البحريني (الدرجة الثانية) في صفقة انتقال حر لمدة موسم واحد. في موسمه الوحيد 2016-2017 وفي بطولة دوري الدرجة الثانية ساهم في احتلال فريقه المركز الرابع بفارق 13 نقطة عن صاحب المركز الثاني المؤهل للصعود إلى الدوري الممتاز. وفي بطولة كأس ملك البحرين ساهم في وصول فريقه إلى الدور الثمن النهائي عندما خسر من المالكية 2-4 في مجموع المباراتين. وفي بطولة كأس الاتحاد البحريني فشل فريقه في الصعود إلى الدور النصف النهائي عندما احتل المركز الخامس في المجموعة الثانية بفارق 5 نقاط عن صاحب المركز الثاني.
في 1 يوليو 2017 انتقل عبد الله من البسيتين إلى النجمة البحريني (الدوري الممتاز) في صفقة انتقال حر. في موسمه الأول 2017-2018 وفي بطولة الدوري الممتاز ساهم في احتلال فريقه المركز الثاني الوصيف بفارق 15 نقطة عن البطل المحرق. وفي بطولة كأس ملك البحرين ساهم في تتويج فريقه بالبطولة بعدما تغلب في المباراة النهائية على المحرق بركلات الترجيح وليحقق عبد الله رابع بطولاته الشخصية. وفي بطولة كأس النخبة البحريني ساهم في وصول فريقه إلى الدور النصف النهائي عندما خسر من المالكية 0-2.
في موسمه الثاني 2018-2019 وفي بطولة الدوري الممتاز ساهم في احتلال فريقه المركز الخامس بفارق 12 نقطة عن البطل الرفاع. وفي بطولة كأس ملك البحرين ساهم في وصول فريقه إلى الدور الربع النهائي عندما خسر من الحالة 2-3 في مجموع المباراتين. وفي بطولة كأس السوبر البحريني خسر فريقه من المحرق بركلات الترجيح. وفي بطولة كأس الاتحاد البحريني ساهم في وصول فريقه إلى الدور النصف النهائي عندما خسر من الرفاع الشرقي بهدف نظيف. وفي بطولة كأس النخبة البحريني فشل فريقه في التأهل إلى الدور النصف النهائي عندما احتل المركز الثالث الأخير في المجموعة الثانية بفارق 3 نقاط عن صاحب المركز الثاني الرفاع الشرقي. وفي بطولة كأس الاتحاد الآسيوي فشل فريقه في الصعود إلى الدور النصف النهائي من منطقة غرب آسيا بعدما احتل المركز الثالث في المجموعة الثانية بفارق 6 نقاط عن المتصدر الجزيرة الأردني.
في موسمه الثالث والأخير 2019-2020 وفي بطولة الدوري الممتاز ساهم في احتلال فريقه المركز الرابع بفارق 10 نقاط عن البطل الحد. وفي بطولة كأس ملك البحرين خرج من المرحلة الأولى عندما خسر في الدور الثمن النهائي من البسيتين بركلات الترجيح بعد التعادل 4-4 في مجموع المباراتين. وفي بطولة كأس الاتحاد البحريني فشل فريقه في الصعود إلى الدور النصف النهائي عندما احتل المركز الثالث في المجموعة الرابعة بفارق 5 نقاط عن المتصدر البسيتين.
في 1 يوليو 2020 انتقل عبد الله من النجمة إلى الرفاع البحريني (الدوري الممتاز) في صفقة انتقال حر. في موسمه الأول والوحيد 2020-2021 وفي بطولة الدوري الممتاز ساهم في تتويج فريقه بالبطولة بعدما تصدر الترتيب بفارق 10 نقاط عن وصيفه الرفاع الشرقي وليحقق عبد الله خامس بطولاته الشخصية. وفي بطولة كأس ملك البحرين ساهم في تتويج فريقه بالبطولة بعدما تغلب في المباراة النهائية على الأهلي بهدفين نظيفين وليحقق عبد الله سادس بطولاته الشخصية.
في 1 يوليو 2021 انتقل عبد الله من الرفاع إلى الخالدية البحريني (الدوري الممتاز) في صفقة انتقال حر لمدة موسمين اثنين. في موسمه الأول 2021-2022 وفي بطولة الدوري الممتاز ساهم في احتلال فريقه المركز الثالث بفارق 12 نقطة عن البطل الرفاع. وفي بطولة كأس ملك البحرين ساهم في تتويج فريقه بالبطولة بعدما تغلب في المباراة النهائية على الرفاع الشرقي بركلات الترجيح ليحقق عبد الله سابع بطولاته الشخصية. وفي بطولة كأس الاتحاد البحريني فشل فريقه في التأهل إلى الدور النصف النهائي.
في موسمه الثاني 2022-2023 وفي بطولة الدوري الممتاز ساهم في تتويج فريقه بالبطولة بعدما تصدر الترتيب بفارق نقطة واحدة عن وصيفه المنامة ليحقق عبد الله ثامن بطولاته الشخصية. وفي بطولة كأس ملك البحرين خرج فريقه من مباراته الأولى عندما خسر في الدور الثمن النهائي من سترة بركلات الترجيح. وفي بطولة كأس السوبر البحريني ساهم في تتويج فريقه بالبطولة بعدما تغلب على الرفاع بهدفين نظيفين ليحقق عبد الله تاسع بطولاته الشخصية.
في 18 يناير 2023 أعلن الخالدية عن خضوع عبد الله لعملية جراحية بعد إصابته بقطع في وتر الركبة وستبعده عن الملاعب والفريق لفترة زمنية.

### المنتخبات
في 7 أكتوبر 2016 قرر المدرب التشيكي ميروسلاف سوكوب استدعاء عبد الله (الذي كان يبلغ وقتها 32 سنة) للمشاركة في أولى مبارياته الدولية مع البحرين وكانت أمام الفلبين وديا وانتهت بفوز البحرين 3-1.
شارك عبد الله في أول مباراة دولية رسمية وكانت ضمن تصفيات كأس آسيا 2019 – المرحلة الثالثة أمام سنغافورة وانتهت بالتعادل السلبي بدون أهداف ثم شارك في أربع مباريات أخرى وساهم في فوز البحرين ثلاث مرات على تركمانستان وتايوان وسنغافورة والخسارة من تايوان ليتصدر البحرين المجموعة الخامسة ويتأهل إلى نهائيات البطولة.
قرر سوكوب مواصلة الاعتماد على عبد الله عندما شارك في جميع مباريات البحرين في بطولة كأس الخليج العربي 23 في الكويت حيث ساهم في احتلال البحرين المركز الثاني في المجموعة الثانية بعد الفوز على اليمن والتعادل مع العراق وقطر ليتأهل إلى الدور النصف النهائي حيث خسر من عمان بهدف نظيف.
قرر المدرب البرتغالي هيليو سوزا مواصلة الاعتماد على عبد الله عندما قرر استدعائه للمشاركة في بطولة بطولة اتحاد غرب آسيا لكرة القدم في العراق وشارك عبد الله في مباراتين في المجموعة الثانية حيث ساهم في فوز البحرين على الأردن والكويت 1-0 وبالتالي تصدر المجموعة الثانية والتأهل إلى المباراة النهائية ليهزم في المباراة النهائية العراق المستضيف بهدف عيسى موسى وليحقق عبد الله أولى بطولاته الدولية.
شارك عبد الله في مباراتين في تصفيات كأس العالم 2022 – آسيا الجولة الثانية حيث ساهم في الفوز على كمبوديا 8-0 والتعادل مع العراق 1-1 ليساهم في احتلال البحرين المركز الثالث في المجموعة الثالثة من المرحلة الثانية بفارق 3 نقاط عن المتصدر إيران وبالتالي فشل في التأهل إلى المرحلة الثالثة من تصفيات كأس العالم وفشل في التأهل مباشرة إلى بطولة كأس آسيا 2023 وانتهت إلى المرحلة الثالثة من تصفيات كأس آسيا.
في 31 مايو 2022 شارك عبد الله في آخر مباراة دولية مع البحرين وكانت أمام تايلند وديا وانتهت بفوز البحرين 2-1.

## الإنجازات
- الرفاع الشرقي
  - دوري الدرجة الثانية (1): 2014/2013
  - كأس ملك البحرين (1): 2014/2013
  - كأس السوبر البحريني (1): 2014
- النجمة
  - كأس ملك البحرين (1): 2018/2017
- الرفاع
  - الدوري الممتاز (1): 2021/2020
  - كأس ملك البحرين (1): 2021/2020
- الخالدية
  - الدوري الممتاز (1): 2023/2022
  - كأس ملك البحرين (1): 2022/2021
  - كأس السوبر البحريني (1): 2022

## روابط خارجية
- أحمد عبد الله علي على موقع قاعدة بيانات كرة القدم.إي يو (الإنجليزية)
- أحمد عبد الله علي على موقع قاعدة بيانات كرة القدم.إي يو (الإنجليزية)
- أحمد عبد الله علي على موقع ناشيونال فوتبول تيمز (الإنجليزية)
- أحمد عبد الله علي على موقع Soccerway.com (الإنجليزية)
- أحمد عبد الله علي على موقع عالم كرة القدم.نت (الإنجليزية)
- أحمد عبد الله علي على موقع كووورة